# イヌがニャーと泣いた日
イヌがニャーと泣いた日（いぬがにゃーとないたひ）は、日本のお笑いグループ。元SMA NEET Project所属。略称は「イヌニャー」。
グループ名は「鳴いた」ではなく「泣いた」が正しい表記。「イヌがニャーと泣くような奇跡の瞬間」に由来する。

## メンバー

### 解散時メンバー
たいがぁー（本名：平井 博（ひらい ひろし）、1974年10月27日 - ）
- 神奈川県・横浜市出身。B型。
- 解散後はピン芸人「たいがー・りー」として活動し、2009年12月から元「チュウシングラ」のカタパット、元「ピルピル」のコールユーブンゲンと共にトリオ「ガシャァン」を結成。

わかやまZ（本名：中岸 幸雄（なかぎし ゆきお）、1978年10月4日 - ）
- 和歌山県・東牟婁郡本宮町（現：田辺市）出身。O型。
- 和歌山県立新宮高等学校、文化学院卒。
- 腰が低い。
- 解散後、現在は地元で林業に従事。

山畑 祐介（やまはた ゆうすけ、1982年1月12日 - ）
- 和歌山県・田辺市出身。A型。
- 加入前、お笑いコンビ「羽畑」として活動していた。
- 解散後、現在は都内で喫茶店の店長。

羽山 良太（はやま りょうた、1981年9月24日 - ）
- 和歌山県・田辺市出身。A型。
- 和歌山県立田辺高等学校卒、大阪芸術大学出身。
- 加入前、お笑いコンビ「羽畑」として活動していた。
- 解散後、現在は餃子の移動販売を行っている。

### 脱退メンバー
山内 千代文（やまうち ちよふみ、1977年7月26日 - ）。B型。宮城県石巻市出身。
- 石巻専修大学卒。
- 2004年脱退。帰郷し、母校・石巻専修大学の大学院で経営学の修士号を取得。
- 現在は仙台市に在住し、構成作家・芸人として活動。石巻圏観光推進機構に勤務のかたわら、ティーライズに所属し「THEE 日本一ーズ」「金華山・山ちゃん・竹ちゃん」といったコンビで活動。

宿野部 隆之（しゅくのべ たかゆき、1977年6月17日 - ）。O型。青森県三戸郡田子町出身。
- 青森県立青森戸山高等学校、石巻専修大学卒、
- 2004年脱退。会社員・バックパッカーを経て現在はフリーのフォトグラファーとして活動。

## 概略
- 2000年、平井・宿野部・山内による3人組として結成、当時は個人事務所「イヌがニャーと泣いた日プロジェクト」所属。
- 2004年6月、宿野部が脱退、山内はサポートとして裏方へ回ったため、平井は名前をそのままでピン芸人として活動。
- 2004年8月、わかやまと新たにコンビを組み、平井は芸名を“たいがぁー”に改名。
- 2004年12月、世界のうめざわ・ロビンフット・谷+1と共に、ソニー・ミュージックアーティスツのお笑い部門「SMA NEET Project」に立ち上げメンバーとして移籍[1]。
- 2006年1月、お笑いコンビ「羽畑」から羽山・山畑の2人が加入し、4人組となる。
- 2006年7月より活動休止に入り、同年9月に正式に解散した。たいがぁーはピン芸人「たいがー・りー」として活動し、2009年からトリオ「ガシャァン」を結成。
- 2019年3月23日に放送された「爆笑オンエアバトル20年SPECIAL ～平成最後の年に一夜限りの大復活!～」にて平井、山内、宿野部のトリオ[2]で一夜限りの復活を果たした。3人での出演は解散してから実に15年振りであり、同番組内でカットインパートによる「復活!爆笑オンエアバトル」のコールと爆笑オンエアバトル2019のコーナー内でバトルの審査員を務めた。なお出演時には元イヌがニャーと泣いた日名義で出演。

## 芸風
- 少しおかしくも真っ直ぐな人物達によるコント。組体操のような「合体技」を見せるのが特徴。
- 最後にクサい台詞とグループ名を言ってネタを締める。
- 一部のネタのスタイルは、ガシャァンのネタに引き継がれている。

## エピソード
- 2001年から「爆笑オンエアバトル」に挑戦し初挑戦で初オンエアを果たした。トリオの初オンエアはインスタントジョンソン以来である。コント「ケンカ」で2回挑戦しオフエアのほうがKBが高かったり、417KBでオンエアとオフエア経験があったりなどの珍記録を持っている。

## 出演番組

### テレビ
- 爆笑オンエアバトル（NHK総合）戦績5勝11敗 最高441KB
  - 平井・宿野部・山内のトリオとして12回出演し4回オンエア。たいがぁー・わかやまのコンビとして3回出演し1回オンエア。山畑と羽山が加わったカルテットとして1回出演。
  - オフエア11回中、400KBを3回、300KBを3回、6位オフエアを6回記録と、あと1歩でのオフエアが多かった。400KBオフエア3回はランディーズに並んで最多タイの、オフエアでの最高KBは433KBで番組歴代10位タイの記録である。
  - コンビ・カルテットの出場では、唯一のオンエアは345KBと低いKBでのオンエアだったが、オフエアは全てそれ以上のKBだった。
  - 同じコントで2回挑戦してオフエアの方のKBが高かったり[3]、同じ417KBでオンエアとオフエアと記録したりと珍しい記録を持っている。
- 笑っていいとも（フジテレビ系）金のたまご芸人
- お笑い登龍門 ガッハ（フジテレビ系）
- ワンナイR&R（フジテレビ系）

### ラジオ
- イヌニャーラジオ（ミュージックバード）